# Józef Zachariasz Ledóchowski
Józef Zachariasz Ledóchowski (właśc. Józef Zachariasz Halka-Ledóchowski) herbu Szaława (ur. 10 marca 1786 roku, zm. 24 listopada 1859 w Wiedniu) – hrabia, szambelan dworu królewskiego Mikołaja I Romanowa w 1830 roku.
Ojciec Mieczysława Halki Ledóchowskiego arcybiskupa gnieźnieńskiego i poznańskiego, prymasa Polski. Właściciel dóbr klimontowskich w latach 1819 – 1842.
W 1817 roku był marszałkiem sejmikowym powiatu staszowskiego województwa sandomierskiego.
Członek Towarzystwa Rolniczego w Królestwie Polskim w 1858 roku.
Odznaczony królewskim Orderem św. Stanisława IV klasy i książęcym krzyżem kawalerskim Orderu Virtuti Militari.